# Dél-amerikai U17-es női labdarúgó-bajnokság
A Dél-amerikai U17-es női labdarúgó-bajnokság (angolul: South American Under-17 Women's Football Championship spanyolul: Campeonato Sudamericano Femenino Sub-17) egy a CONMEBOL által kiírt nemzetközi női labdarúgótorna, amit 2008 óta rendeznek meg, a 17 éven aluli női labdarúgók számára.
A sorozat egyben selejtező is a U17-es női labdarúgó-világbajnokságra.
A címvédő és az egyik legeredményesebb csapat a venezuelai válogatott 2 győzelemmel. Brazília szintén két alkalommal nyerte meg a sorozatot.

## Eredmények
| 2008 Részletek | Chile     | Kolumbia  | Csoportkör | Brazília | Paraguay  | Csoportkör | Argentína |
| 2010 Részletek | Brazília  | Brazília  | 7–0        | Chile    | Venezuela | 1–0        | Paraguay  |
| 2012 Részletek | Bolívia   | Brazília  | Csoportkör | Uruguay  | Kolumbia  | Csoportkör | Argentína |
| 2013 Részletek | Paraguay  | Venezuela | Csoportkör | Kolumbia | Paraguay  | Csoportkör | Chile     |
| 2016 Részletek | Venezuela | Venezuela | Csoportkör | Brazília | Paraguay  | Csoportkör | Kolumbia  |

## Éremtáblázat
| # | Ország    |   |   |   |   |
| - | --------- | - | - | - | - |
| 1 | Brazília  | 2 | 2 | 0 | 4 |
| 2 | Venezuela | 2 | 0 | 1 | 3 |
| 3 | Kolumbia  | 1 | 1 | 1 | 3 |
| 4 | Chile     | 0 | 1 | 0 | 1 |
| 3 | Uruguay   | 0 | 1 | 0 | 1 |
| 4 | Paraguay  | 0 | 0 | 3 | 3 |

## Helyezések országonként
| Ország    | Győztes        | 2. helyezett   | 3. helyezett         | 4. helyezett  |
| --------- | -------------- | -------------- | -------------------- | ------------- |
| Brazília  | 2 (2010, 2012) | 2 (2008, 2016) |                      |               |
| Venezuela | 2 (2013, 2016) |                | 1 (2010)             |               |
| Kolumbia  | 1 (2008)       | 1 (2013)       | 1 (2012)             | 1 (2016)      |
| Chile     |                | 1 (2010)       |                      | 1 (2013)      |
| Uruguay   |                | 1 (2012)       |                      |               |
| Paraguay  |                |                | 3 (2008, 2013, 2016) | 1 (2010)      |
| Argentína |                |                |                      | 2 (2008,2012) |